# Symfonie nr. 17 (Brian)
Havergal Brian voltooide zijn Symfonie nr. 17 in januari 1961, hij had er twee maanden aan gewerkt.
Brian was bijna 85 jaar oud, toen hij aan deze symfonie begon en er zouden er nog vijftien volgen. De symfonieën bleven allemaal aan de korte kant, zo ook deze zeventiende. Brian koos voor een drieledige opzet met een ultrakorte finale:
1. Adagio – Allegro moderato
2. Lento
3. Allegro con brio van circa 1:45.

De symfonie is zeer waarschijnlijk nimmer op het concertpodium te horen geweest. De enige twee keren dat het gespeeld werd betrof het een opname voor een radio-uitzending; de andere keer voor onderstaande plaatopname.

## Orkestratie
Hoe kort dan ook, Brian schreef een volledig bezet symfonieorkest voor:
- 3 dwarsfluiten waaronder 1 piccolo; 3 hobo's waaronder 1 althobo, 3 klarinetten waaronder 1 basklarinet, 3 fagotten waaronder 1 contrafagot;
- 4 hoorns, 3 trompetten, 3 trombones, tuba; eufonium
- pauken, percussie (van tamboerijn tot glockenspiel), 1 harp;
- violen, altviolen, celli, contrabassen.

Symfonie nr. 1 "Gotische"  · 2 · 3 · 4 · 5 · 6 · 7 · 8 · 9 · 10 · 11 · 12 · 13 · 14 · 15 · 16 · 17 · 18 · 19 · 20 · 21 · 22 · 23 · 24 · 25 · 26 · 27 · 28 · 29 · 30 · 31 · 32